# Szabó István (püspök)
Bogárdi Szabó István (született: Szabó István; Sárbogárd, 1956. december 14. – ) református lelkész, 2003 és 2021 között a Magyarországi Református Egyház Dunamelléki egyházkerületének püspöke, 2015-től 2021-ig a Magyarországi Református Egyház zsinata lelkészi elnöke. A „Bogárdi” nevet szülőfaluja tiszteletére vette fel, publikációit Bogárdi Szabó István néven írja.

## Munkássága
Középiskolába a Debreceni Református Kollégiumba járt, 1975-ben érettségizett. 1981-ben a Budapesti Református Teológiai Akadémián szerzett lelkészi oklevelet.
1981–1982 között Fejér megye Sáregres nevű falujában szolgált segédlelkészként. 1982–1983-ban Chicagóban MATS (Magisteri) fokozatot szerzett a McCormick teológiai szemináriumon. 1983–1985 között Budapest–Józsefvárosba került mint beosztott lelkész, majd 1997-ig a Budapest Külső-Üllői úti Missziói Egyházközséget vezette. 1994-ben a Károli Gáspár Református Egyetemen teológiai doktorátust szerzett. 1997-től a Budapest Budahegyvidéki Református Egyházközség lelkészi vezetője. 1998-tól a Pápai Református Teológiai Akadémia tanszékvezető tanára, 1999-től egyetemi tanár.
2003-ban választották meg először a Dunamelléki Református Egyházkerület püspökévé (lelkészi elnökévé). Harmadik püspöki ciklusát 2015-ben kezdte meg. (A Magyarországi Református Egyházban hat évente tartanak választásokat, a jelenlegi egyházi törvények szerint a püspöki tisztet legfeljebb három egymást követő ciklusban lehet betölteni.) 2015. február 25-én a Magyarországi Református Egyház zsinata lelkészi elnökévé választották.
Balog Zoltán 2021. január 25-én történt beiktatását követően, 18 évnyi püspökség után, adta át neki püspöki hivatalt. 2021. február 17-én, az ehelyütt is az utódjául választott Balog Zoltán vette át a Magyarországi Református Egyház zsinata lelkészi elnöke tisztét is tőle.
1999 óta a Közép- és Kelet-európai Történelem és Társadalom Kutatásáért Közalapítvány kuratóriumának tagja.

## Főbb művei
- Egyházvezetés és teológia a Magyarországi Református Egyházban 1948 és 1989 között. Teológiai doktori értekezés, Ethnica, Debrecen, 1995. ISBN 9634720420
- Közelítések és közeledések, Koinónia, Kolozsvár, 2003. ISBN 9738022657
- Zsoltárok adventre. Öt prédikáció a Budahegyvidéken 2008. adventjében, Open Art Invest, [h. n.], [é. n.]. ISBN 9789638737557
- Szabadulás. 12 prédikáció a budahegyvidéken, Open Art Invest, [h. n.], [é. n.]. ISBN 9789638737571
- Hittem, azért szóltam. Prédikációk az apostoli hitvallásról, Keresztút Kiadó, Budapest, 2011. ISBN 9789638900319
- Keress meg! Zsoltárprédikációk a 119. zsoltárról, Dunamelléki Református Egyházkerület, [Budapest], 2017. ISBN 9789638965479
- Mindig imádkozni, Dunamelléki Református Egyházkerület, [Budapest], 2017. ISBN 9789638965462
- Bogárdi Szabó István–Gáncs Péter–Veres András: Hit által; Éghajlat, Bp., 2017

## Díjai
- Sárbogárd díszpolgára[5] (2010)
- Széchenyi-díj (2017)
- Hegyvidék díszpolgára (2017)
- A Magyar Érdemrend középkeresztje a csillaggal (2021)